# 診間
診間泛指所有醫事人員對民眾進行診療活動的空間，如問診室、手術室、各類檢查室、恢復室、急診室、各類病房等。
診間基於考慮醫療服務的執行，在醫療專業與醫療附隨義務的考量下，大部份是密閉的空間，依不同醫療服務的需求，放置不同的家具與醫療設備。